# Harold Borko
Harold Borko (4 de febrero de 1922 - 7 de abril de 2012) fue un psicólogo, documentalista e informatólogo estadounidense. Fue uno de los principales teóricos que estudiaron la Información como ciencia.

## Biografía
Nace en la ciudad de Nueva York (EE. UU.) y estudia psicología en la Universidad de California en Los Ángeles en 1948, ampliando sus estudios con un máster en psicometría en 1949 y un doctorado en 1952. Fue psicólogo de la Armada de los Estados Unidos desde 1952 a 1956, además de trabajar como sociólogo en la corporación RAND a mediados de los 50. En 1957 se incorpora a la vida universitaria dando clases de informática aplicada a la investigación en psicología en la Universidad del Sur de California, centro en el que trabaja hasta 1966, año que ficha por la UCLA para comenzar a dar clases en Información y Documentación.
En 1968, con motivo del cambio de nombre del American Documentation Institut por la American Society for Information Science, Harold Borko escribiría un artículo titulado Information Science: What is it? que sería un pilar fundamental en el desarrollo de la Información como disciplina científica y que daría paso a una abundante investigación teórica en este campo.
Harold Borko escribiría además, dos libros seminales en Documentación: Abstracting Concepts and Methods en 1975 junto a Charles Bernier, y Indexing Concepts and Methods en 1979. 
Fue presidente de la American Society for Information Science en 1966 y fue miembro de distintas organizaciones americana e internacionales, entre ellas la Federación Internacional de Documentación. Recibió el Premio ASIST al Mérito Académico en 1994.
Muere en Santa Mónica, (EE. UU.) a los 90 años.

## Teorías en Información y Documentación
Influido por las definiciones expuestas sobre este concepto durante 1962 en el Instituto Tecnológico de Georgia, Borko considera la definición de Información como disciplina científica, es la de una ciencia interdisciplinar que investiga las propiedades y comportamiento de la información, así como las fuerzas que gobiernan el flujo y el uso de la misma. Este proceso implicaría las técnicas tanto manuales como mecánicas, del proceso informativo para mejorar el almacenamiento, la recuperación y la diseminación. Es por ello que considera que la Información tiene dos aspectos: ciencia pura y ciencia aplicada.
Además, Borko estima que la Biblioteconomía y, sobre todo, la Documentación, versarían sobre los aspectos aplicados de la Información. Borko considera que la Documentación tiene como objetivo la adquisición, almacenamiento, recuperación y diseminación (aspectos técnicos) de la información registrada. Borko sería el primer autor en fijar el concepto de ciencia de la Documentación en el campo de la ciencia de la Información, especialmente en la Recuperación de información. Es por tanto que Documentación sería pues la ciencia aplicada de Información; y estaría encargada del perfeccionamiento del flujo de información en las estructuras encargadas de acumularla y trasmitirla mediante libros o revistas, y lugares donde esta se organiza, como bibliotecas o centros de documentación, tomando en cuenta los nuevos medios de comunicación como eran la radio o la televisión.
Por último, Borko considerará el término informatólogo o científico de la información propuesto por Vickery, como aquel que trabaje en el nivel docente, la investigación y la aplicación práctica de los sistemas de información.

## Publicaciones intelectuales de Harold Borko
- BORKO, H. Information Science: What is it? American Documentation, v.19, n.1, p.3-5, Jan. 1968.
- BORKO, Harold (Ed.). Computer applications in the behavioral sciences. Englewood Cliffs: Prentice-Hall, 1962. 633 p.
- BORKO, Harold (Ed.). Targets for research in library education. Chicago, American Library Association, 1973. 239 p.
- BORKO, Harold. Automated language processing. New York: John Wiley & Sons. 1967. 386p.
- BORKO, Harold. Organization and structure of a National System of Scientific and Technological Information (SNICT). Paris:UNESCO, 1972 27p.
- BORKO, Harold.; BERNIER, Charles. L. Abstracting concepts and methods. New York: Academic Press, 1975. 250 p.
- BORKO, Harold.; SCHUR, H.; AMEY, G.X.; SAMUELSON, K.  System analysis, an approach to information: FID/TM tutorial report. Stockholm: 1970 60f. ((FID publication))
- BORKO, Harold; BERNIER, Charles. L. Indexing concepts and methods. New York : Academic Press, 1978. 261 p.
- SACKMAN, Harold.; BORKO, Harold.(Ed.). Computers and the problems of society. Montvale; New Jersey: Afips, 1972. 575p.
- SAMUELSON, K.; BORKO H.; AMEY, G. X. Information systems and networks : design and plan- ing guidelines of informatics for managers, decision makers and systems analysts. Amsterdam : North-Holland Pub, 1977. 148 p.